# Friedrich Fangohr
Friedrich Fangohr (né le 12 août 1899 à Hanovre et mort le 17 avril 1956 à Munich) est un General der Infanterie allemand qui a servi au sein de la Heer dans la Wehrmacht pendant la Seconde Guerre mondiale.
Il a été récipiendaire de la croix de chevalier de la croix de fer. Cette décoration est attribuée pour récompenser un acte d'une extrême bravoure sur le champ de bataille ou un commandement militaire avec succès.

## Biographie
Friedrich Fangohr est capturé en 1945 et est libéré en 1948.

## Décorations
- Croix de fer (1914)
  - 2e classe
  - 1re classe
- Croix d'honneur
- Médaille des Sudètes
- Agrafe de la croix de fer (1939)
  - 2e classe (25 septembre 1939)
  - 1re classe (12 octobre 1939)
- Médaille du Front de l'Est
- Croix allemande en or (25 mars 1942)
- Croix de chevalier de la croix de fer
  - Croix de chevalier le 9 juin 1944 en tant que Generalleutnant et chef du Generalstab Panzer-A.O.K. 4[1]
- Bande de bras Kurland